# John Marks
| Estadísticas de John Marks | Estadísticas de John Marks |
| -------------------------- | -------------------------- |
| Origen:                    | Sídney, Australia          |
| Fecha de Nacimiento:       | 9 de diciembre de 1952     |
| Altura:                    |                            |
| Peso:                      |                            |
| Juego:                     | Diestro                    |
| Mejor Ranking ATP:         | 63º (1978)                 |
| Finalista de Grand Slam:   | 1                          |

John Marks (n. 9 de diciembre de 1952 en Sídney, Australia) es un exjugador de tenis australiano que tuvo su momento de fama cuando alcanzó la final del Abierto de Australia de 1978. Marks ocupaba el puesto Nº188 del ranking antes de empezar el torneo, lo que lo convirtió en el segundo jugador peor situado en alcanzar una final de Grand Slam. En su camino a la final derrotó a varias figuras como Phil Dent, John Sadri, John Alexander y Arthur Ashe (a este último 9-7 en el quinto set por las semifinales). En la final fue derrotado por el argentino Guillermo Vilas en 4 sets.
Marks no conquistó ningún título de ATP y solo cuenta con una final además de la de Australia. Sólo una vez más alcanzó la segunda ronda en un torneo de Grand Slam. Su mejor ranking fue Nº63 en 1978, siendo el único jugador, desde la aparición del ranking computarizado en 1973, que alcanzó una final de Grand Slam y nunca alcanzó una posición de top 25.
En dobles conquistó 7 títulos de ATP.

## Torneos de Grand Slam

### Finalista Individuales (1)
| Año  | Torneo               | Oponente en la final | Resultado       |
| 1978 | Abierto de Australia | Guillermo Vilas      | 4-6 4-6 6-3 3-6 |

## Títulos en la Era Abierta (7)

### Finalista en individuales (2)
- 1975: Sídney (pierde ante Ross Case)
- 1978: Abierto de Australia (pierde ante Guillermo Vilas)